# Моли (мифология)

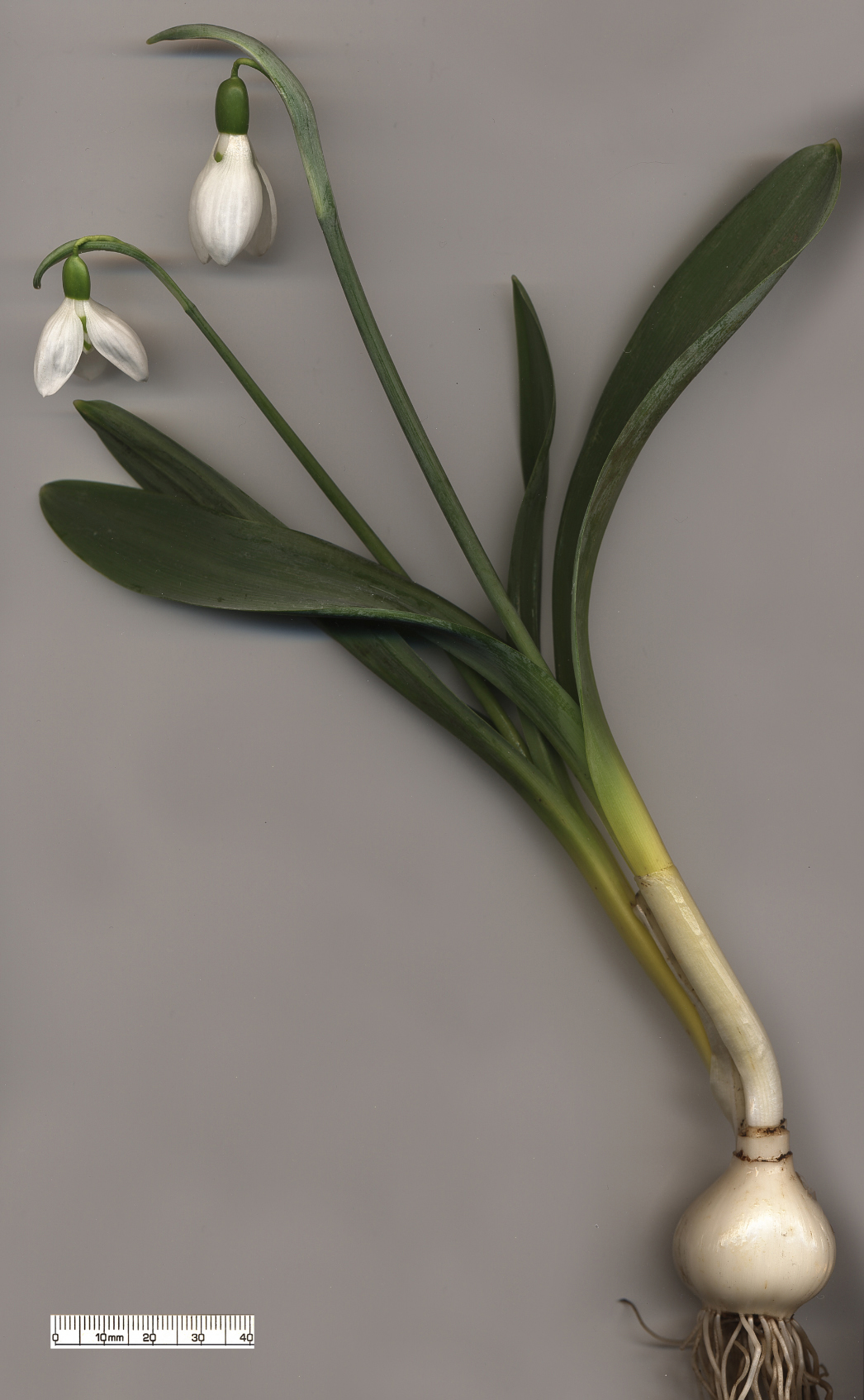
Подснежник, возможно, растение моли

Моли (др.-греч. Μῶλυ) — волшебная трава, упомянутая в книге 10 «Одиссеи» Гомера.

## В древнегреческой мифологии
В повествовании «Одиссея» Гермес дал эту траву Одиссею, чтобы защитить его от волшебства Цирцеи, когда он пошёл в её дворец, чтобы спасти своих друзей. Эти друзья пришли вместе с ним с острова Эол после того, как они сбежали от лестригонов.
Согласно «Новой истории» Птолемея Гефестиона (согласно Фотию), растение, упомянутое Гомером, выросло из крови гиганта, убитого на острове Цирцеи её союзником Гелиосом. В этом описании цветок был белым, и его название было взято от «тяжёлого» (др.-греч. malos) боя с гигантом.
Гомер также описывает моли, говоря: «Корень был чёрный, а цветок был белым, как молоко; боги называют его Моли, опасным для смертного человека, чтобы вырвать из земли, но не для бессмертных богов. Все находится в их власти». Овидий так описывает в книге 14 своих Метаморфоз — «Белый цветок с чёрным корнем».

## Соотнесение с реальными растениями
Было много разногласий относительно идентификации данного растения. Филипп Шампо принимает решение в пользу Peganum harmala (семейства Rutaceae), сирийской или африканской руты (др.-греч. πἠγανον), из шелухи которой извлекается растительный алкалоид гармалин. Цветы её белые с зелёными полосками. Виктор Берар, опирающийся частично на семитский корень, предпочитает Atriplex halimus (atriplex, латинская форма греческого ἀτράφαξυς и ἅλιμος, морской), семейства Chenopodiaceae, трава или низкий кустарник, распространённый на южно-европейских берегах. Эти отождествления замечены Р. М. Генри, который иллюстрирует повествование Гомера отрывками из магических папирусов Парижа и Лейдена и утверждает, что моли — это, вероятно, волшебное имя, полученное, возможно, из финикийских или египетских источников, для растения, которое не может быть однозначно опознано. Он показывает, что «сложность растягивания» растения не просто физическая, а скорее связана с особыми силами, на которые претендуют маги.
Медицинские историки предполагают, что превращение в свиней не следует понимать буквально, но относится к антихолинергической интоксикации. Симптомы включают амнезию, галлюцинации и бред — это описание «моли» соответствует подснежнику, местному цветку, который содержит галантамин, являющийся антихолинэстеразой и поэтому может противодействовать антихолинергическим эффектам.

## В других трудах
- В «Вкушающих лотос[англ.]» Альфреда Теннисона моли соединяется с амарантом («но здесь, где амарант и моли пышным цветом…»)[2][9].
- Карл Линней соотносил мифическое растение с Allium moly (Лук Моли), научным названием золотого чеснока, хотя околоцветник этого вида жёлтый, а не белый.
- Том Ганн[англ.] сделал своё стихотворение «Моли» заглавным стихотворением своего сборника 1971 года. См. https://www.poetryfoundation.org/poems/52888/moly
- Во вселенной Гарри Поттера моли — это мощное растение, которое можно есть, чтобы противостоять чарам.
- Джон Мильтон упомянул «… что Моли/что Гермес однажды дал мудрому Улиссу» в строках 636 и 637 «Маски, исполняемой в замке Ладлоу», также известной как Комус. См. https://www.dartmouth.edu/~milton/reading_room/comus/text.shtml
- В романе «На последнем берегу» Урсулы Ле Гуин, ученикам Роука преподаются истинные имена моли: «Теперь лепесток цветка моли имеет имя, то есть iebera, а также чашелистник, partonath; и на стебле, и на листе, и на корне у каждого свое имя…»